# (293707) Govoradloanatoly
(293707) Govoradloanatoly est un astéroïde de la ceinture principale.

## Description
(293707) Govoradloanatoly est un astéroïde de la ceinture principale. Il fut découvert le 16 août 2007 à Androuchivka par l'observatoire astronomique d'Androuchivka. Il présente une orbite caractérisée par un demi-grand axe de 2,28 UA, une excentricité de 0,14 et une inclinaison de 5,8° par rapport à l'écliptique.

## Compléments